# Marcin Mroziński
Marcin Mroziński (født 26. september 1985) er en polsk skuespiller, sanger og tv-vært.
Den 14. februar 2010 vandt han den nationale udtagelse til Eurovision Song Contest 2010 med sangen "Legenda", og han kom dermed til at repræsentere Polen i Eurovision. Den 25. maj 2010 deltog han i den 1. semifinale, men det lykkedes ham ikke at kvalificere sig til finalen.